# Metropolitana di Dubai
La metropolitana di Dubai (in arabo: مترو دبي) è una rete di linee metropolitane senza conducente a servizio della città di Dubai e di parte della sua area metropolitana, negli Emirati Arabi Uniti.
Si compone di due linee, identificate con colori diversi, per una lunghezza totale di 89,3 chilometri. La linea rossa fu inaugurata nel 2009, quella verde nel 2011. È dotata di 55 stazioni, di cui 13 sono sotterranee e le restanti in viadotto.

## Rete
Al 2021 la rete metropolitana di Dubai si compone di due linee:
| Linea  | Percorso                               | Inaugurazione | Ultima estensione | Lunghezza (km) | Stazioni | Tempo di percorrenza |
| ------ | -------------------------------------- | ------------- | ----------------- | -------------- | -------- | -------------------- |
| Rossa  | Centrepoint ↔ UAE Exchange / Expo 2020 | 2009          | 2021              | 67,15          | 35       | 70 min               |
| Verde  | Etisalat ↔ Creek                       | 2011          | 2014              | 22,15          | 20       | 40 min               |
| Totale | Totale                                 | Totale        | Totale            | 89,3           | 55       |                      |

## Cronologia
| Data              | Tratta o stazione                                                  | Linea |
| ----------------- | ------------------------------------------------------------------ | ----- |
| 9 settembre 2009  | Centrepoint ↔ Jabal Ali                                            | Rossa |
| 4 gennaio 2010    | Burj Khalifa/Dubai Mall                                            | Rossa |
| 30 aprile 2010    | Jabal Ali ↔ Ibn Battuta                                            | Rossa |
| 30 aprile 2010    | Emirates, Airport Terminal 1, ADCB, Emirates Towers e Sobha Realty | Rossa |
| 15 maggio 2010    | Al Safa, World Trade Centre e GGICO                                | Rossa |
| 15 ottobre 2010   | Business Bay, Umm Al Sheif, Mashreq, Al Khail e DMCC               | Rossa |
| 11 marzo 2011     | Ibn Battuta ↔ UAE Exchange                                         | Rossa |
| 9 settembre 2011  | Etisalat ↔ Dubai Healthcare City                                   | Verde |
| 11 dicembre 2012  | Danube                                                             | Rossa |
| 30 settembre 2013 | Energy                                                             | Rossa |
| 1º marzo 2014     | Dubai Healthcare City ↔ Creek                                      | Verde |
| 1º gennaio 2021   | Jabal Ali ↔ Al Furjan (nuova diramazione)                          | Rossa |
| 1º giugno 2021    | Al Furjan ↔ Expo 2020                                              | Rossa |
| 1º settembre 2021 | Jumeirah Golf Estates                                              | Rossa |

## Le linee

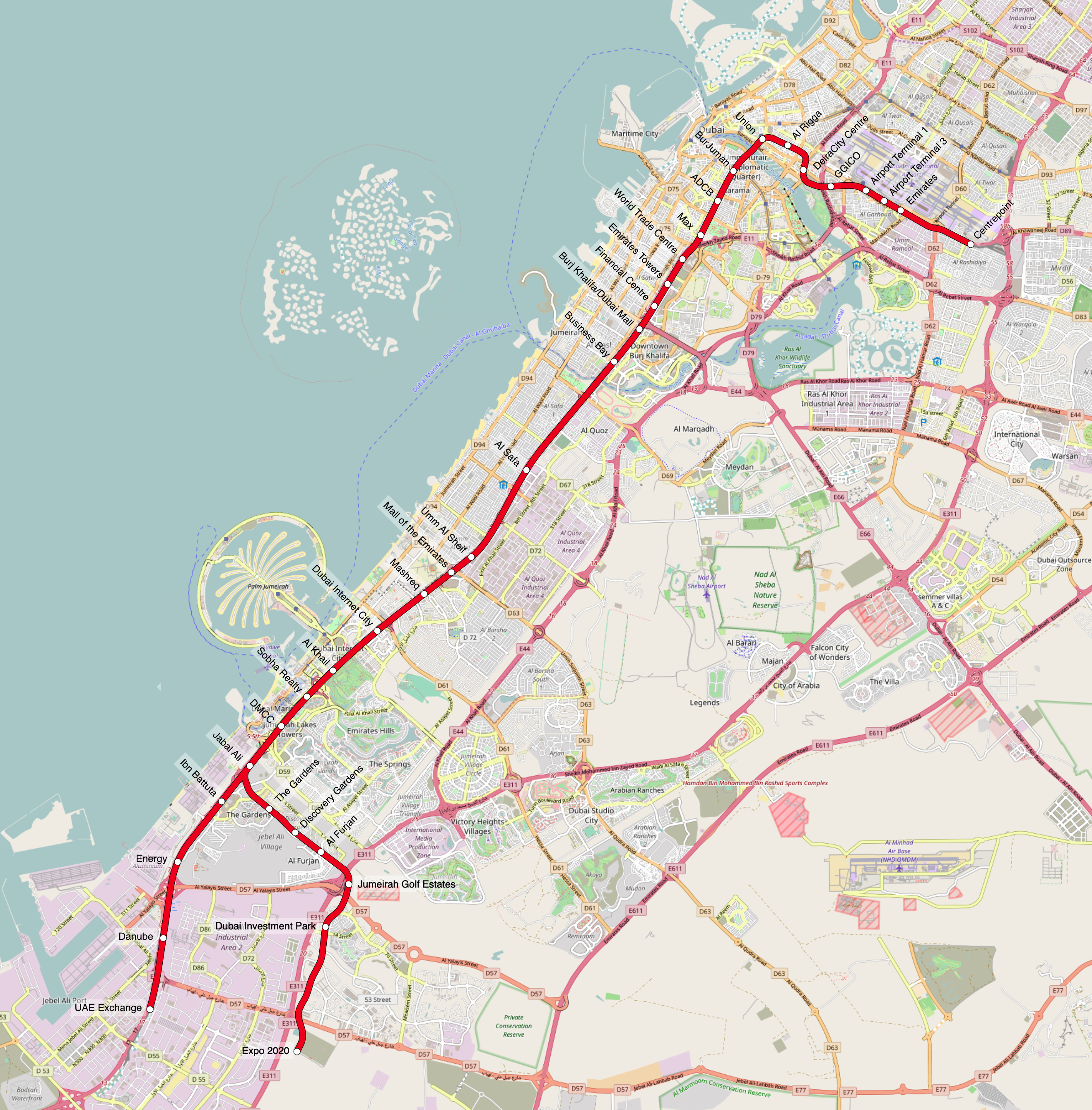
Mappa della linea rossa.

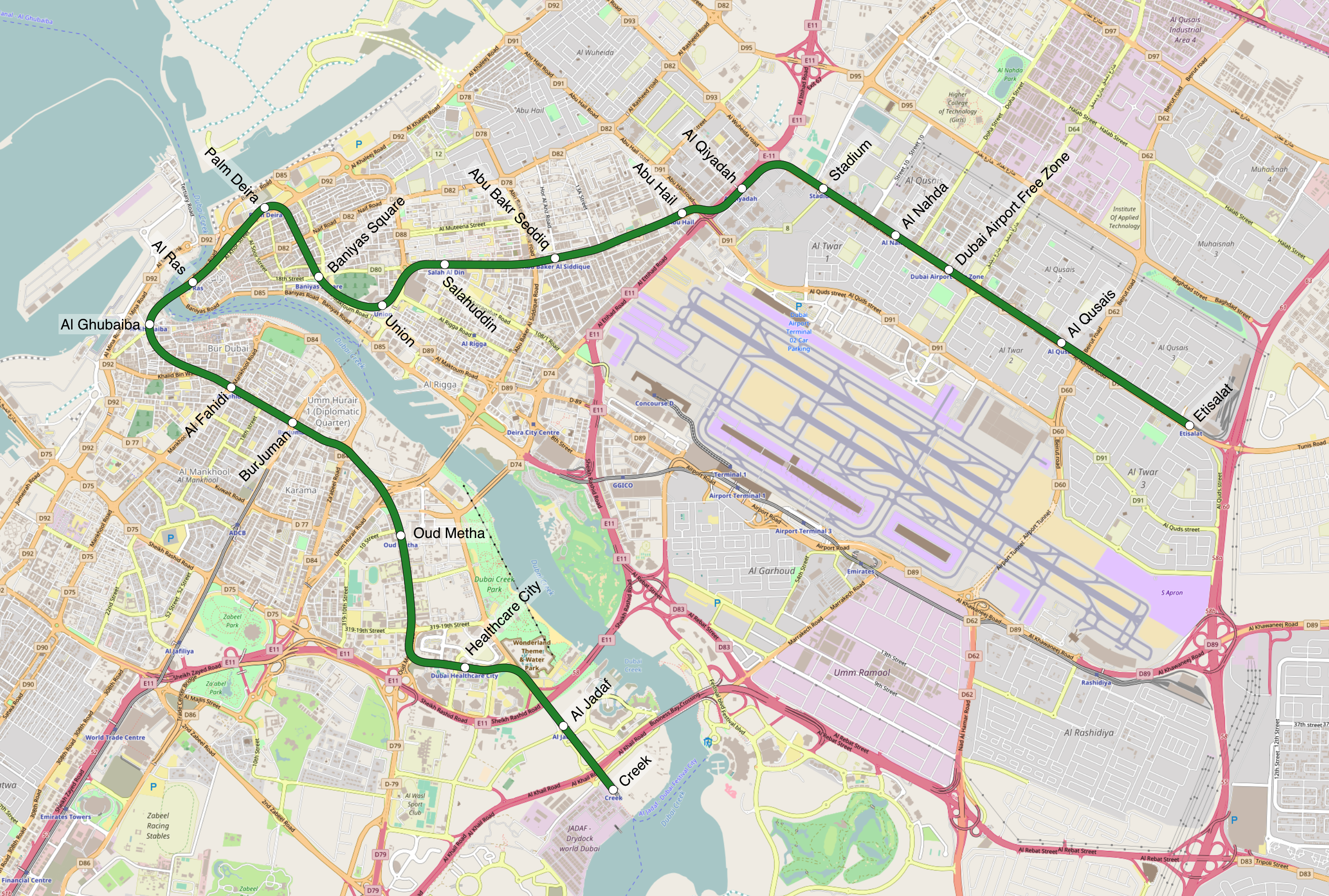
Mappa della linea verde.

### Linea Rossa
La linea Rossa della metropolitana di Dubai collega la città da nord, con capolinea presso la stazione di Centrepoint, a sud, dividendosi poi in due diramazioni che terminano a UAE Exchange ed Expo 2020.
La linea costeggia per la maggior parte del suo tragitto la Sheikh Zayed Road ed è costruita in gran parte in viadotto, solo sei stazioni sono sotterranee: le quattro stazioni situate nel centro di Dubai (Deira City Centre, Al Rigga, Union e BurJuman) e due della diramazione Route 2020 (Jumeirah Golf Estates e Dubai Investment Park).
Incrocia la Linea Verde nelle stazioni di Union e BurJuman.

### Linea Verde
La linea Verde della metropolitana di Dubai attraversa il centro di Dubai, attestandosi ai capolinea di Etisalat e di Creek.
La linea è costruita sia in viadotto che sottoterra, la tratta che corre direttamente sotto il centro della città (Abu Bakr Seddiq-BurJuman= è sotterranea, le altre due tratte (Abu Bakr Seddiq-Etisalat e BurJuman-Creek) sono in viadotto.
Incrocia la Linea Rossa nelle stazioni di Union e BurJuman.

## Caratteristiche tecniche

### Scartamento

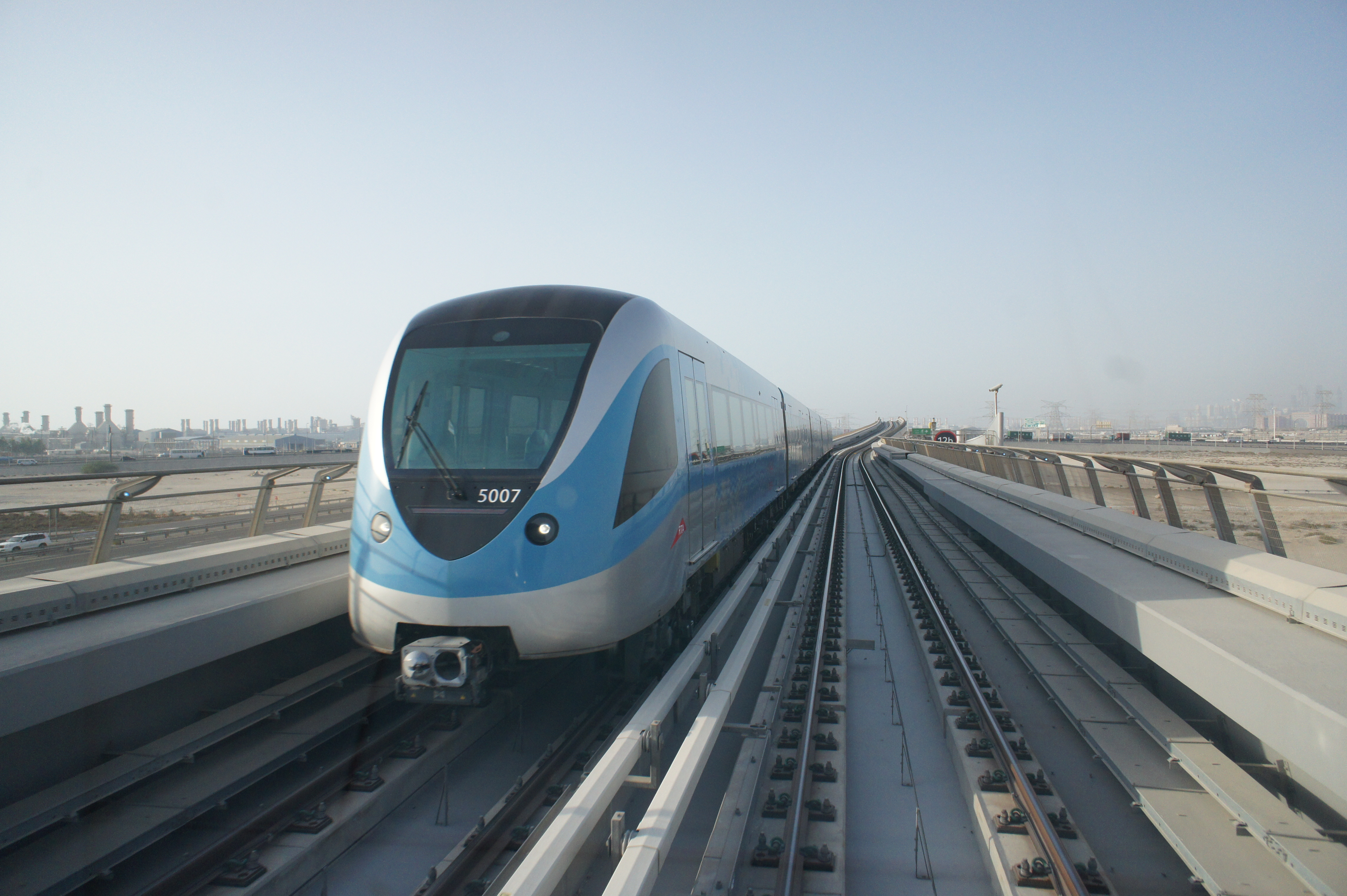
Un treno automatico sul viadotto

Lo scartamento dei binari è per le due linee di 1435 millimetri, il cosiddetto scartamento normale.

### Alimentazione
L'alimentazione elettrica è fornita da terza rotaia, con tensione a 750 V.

### Materiale rotabile
I convogli della metropolitana di Dubai sono stati ordinati alla società giapponese Kinki Sharyo che ne ha forniti un totale di 79, composti di cinque elementi (62 per la linea Rossa e 17 per la linea Verde) atti a trasportare 643 passeggeri tra seduti e in piedi. I convogli hanno tre classi: "Gold Class", "Donne e bambini" e "Silver Class" (economy). Il primo treno venne consegnato a Dubai nel mese di marzo del 2008. I treni sono interamente automatici e senza conducente.

## Progetti
Nel 2011 la Roads and Transport Authority ha affermato che non vi erano "piani immediati" per costruire le linee blu e viola "nei prossimi cinque o sei anni".
Poi, nel 2013, la Roads and Transport Authority ha definito un piano in tre fasi per ampliare le linee esistenti e costruirne nuove:
- 2020: Estensione della linea verde
- 2025: Estensione del sistema con ulteriori 91 km e 58 stazioni
- 2030: Estensione del sistema con ulteriori 221 km e 69 stazioni

Nel 2030 la metropolitana dovrebbe possedere quindi un'estensione di circa 421 km con 197 stazioni.

### Prolungamenti
| Linea | Tratta                            | Stato    | Inaugurazione prevista | Lunghezza (km) | Stazioni |
| ----- | --------------------------------- | -------- | ---------------------- | -------------- | -------- |
| Rossa | Jebel Ali – confine con Abu Dhabi | progetto | -                      | 7,5            | 6        |
| Verde | Creek – Academic City             | progetto | -                      | 24             | 12       |

#### Linea Rossa
Un prolungamento della Linea Rossa è attualmente in fase di progettazione. Esso prevede un'ulteriore estensione della linea, per circa 7,5 km, attraverso la Jebel Ali Free Zone, verso il confine con Abu Dhabi.
L'11 aprile 2015, in previsione dell'Expo del 2020, Sheikh Mohammed bin Rashid Al Maktoum ha approvato il piano per un'estensione di circa 15 km e 7 nuove stazioni dalla fermata Nakheel Harbour & Tower al sito di Expo 2020.

#### Linea Verde
Un prolungamento della Linea Verde è attualmente sotto esame, esso prevede un'estensione, partendo dalla stazione di Creek, verso Academic City, con dodici stazioni, così da servire meglio gli abitanti di Silicon Oasis e International City.

### Nuove linee
| Linea | Tratta                                                         | Stato    | Inaugurazione prevista | Lunghezza (km) | Stazioni |
| ----- | -------------------------------------------------------------- | -------- | ---------------------- | -------------- | -------- |
| Viola | Dubai International Airport – Al Maktoum International Airport | progetto | -                      | 49             | 8        |
| Blu   | Muhaisnah – Al Maktoum International Airport                   | progetto | -                      | 47             | 18       |

#### Linea viola
Il progetto prevede che la linea viola corra lungo la Al Khail Road, con in totale otto stazioni, attestandosi ai due capolinea di Dubai International Airport e di Al Maktoum International Airport.
Tuttavia i due aeroporti hanno affermato che questa linea sarebbe irrealizzabile poiché non attraversava molte località, proponendo invece di optare per un "terminal centrale" simile a come succede negli Stati Uniti d'America dove i treni partono da dentro l'aeroporto verso l'aeroporto, con dei treni che partono anche verso la città.
La Roads and Transport Authority (RTA) ha poi affermato che avrebbe preso in considerazione questa ipotesi.

#### Linea blu
Il progetto prevede che la linea blu corra lungo la Sheikh Mohammad Bin Zayed Road.
Secondo il progetto presentato nel dicembre 2011 essa avrebbe dovuto avere gran parte del suo tracciato in comune con quello della linea viola e condividere entrambi i capolinea. Con il nuovo progetto presentato nel 2013 le due linee hanno solo in comune il capolinea di Al Maktoum International Airport.